# The Last Night of the Barbary Coast
The Last Night of the Barbary Coast er en amerikansk stumfilm fra 1913.